# Snave (Assens Kommune)
 For alternative betydninger, se Snave. (Se også artikler, som begynder med Snave)
Snave er en lille landsby på det vestlige Fyn med 211 indbyggere  (2024), beliggende i Dreslette Sogn 12 kilometer sydøst for Assens og 8 kilometer vest for Haarby. Byen befinder sig i Assens Kommune og hører til Region Syddanmark.
Byen blev landskendt i første halvdel af 2000'erne med Sonofons reklamer om Polle fra Snave.

## Om Snave
Tidligere har byen haft både skole, bageri-, mejeri- og købmandsbutik, en smedje og Snave Vognmandsforretning fra 1947, som flyttede til Haarby i december 2015.    
Dreslette Forsamlingshus, som befinder sig midt i byen, bliver stadig brugt til generalforsamlinger og kan lejes til f.eks. konfirmation, bryllup, fødselsdag og andre begivenheder. Huset blev i starten omtalt for skolen, hvor der bl.a. var bibellæsning, gymnastik, danseskole og kursus af den lokale husholdningsforening, til man fik sogneskolen i 1960. I en kort periode blev forsamlingshusets brugt som opbevaring af en bogsamling. 
Landsbyskolen, Dreslette skole blev nedlagt i sommeren 2017, hvor skolen førhen havde særlig tilladelse fra Undervisningsministeret som nytænkning af beslutningen om fællesinstitution. Dvs. både SFO og børnehave under samme fysiske rammer, samt fælles ledelse/bestyrelse.
I dag kan man både beskæftige sig med den årlige Snavefest, Snave Ridecenter, feriehusudlejning, Dyr'expressen og Vestfyns Auto, hvor bygningen er det gamle mejeri fra 1916. Ønsker man en overnatning i Snave, kan man booke sig ind på Bed & Breakfast Kallehavegaard. Bliver man helt vildt med Snave, kan man slå sig ned på Pindskrog, hvor der står flere tomme grunde til salg.  
Dreslette Kirke, der især er kendt for sin røde farve og sit særprægede tårn, og Dreslette Forsamlingshus fra slutningen af 1800-tallet, står heldigvis stadig.

## I populærkulturen
Snave er også kendt som stedet, hvor en serie af mobiltelefon-reklamer fra Sonofon fra tv med rollepersonen Polle udspiller sig. Disse reklamer udvidedes senere til en egentlig spillefilm, Polle Fiction, fra 2002. Dette er grunden til, at gennemkørende kan komme i tvivl om hvilken by de passerer, da byskiltet ofte blev stjålet. På dette tidspunkt var Snave-skiltet blevet forsikret. I foråret 2024 fjernede kommunen skiltene fuldstændigt, da byskiltene igennem 20 år var blevet stjålet. I stedet skrev de navnet på asfalten.
Snave fik i 2021 igen opmærksomhed efter sin medvirken i Peter Ingemanns tv-program Ingemann, Fyn & Lolland-Falster.